# CCTV电视指南频道
中国中央电视台电视指南频道，是中国第一个全国性专业导视频道，开播于2004年11月1日，是中数传媒两个免费开路的电视频道之一（另一个为中视购物频道），集中展现中央数字电视43个频道的精彩节目。全国百余家大中城市落地，覆盖收视人群6000万。

## 历史
- 2004年11月1日，电视指南频道开播，每天24小时不间断播出。开播的目的是为宣传中央平台付费频道。[1]
- 北京时间2020年1月1日4:00，本频道与央视其余12套付费频道的高清版本正式上星播出；标清版本至同年6月29日4:00停播。

## 栏目
（本節目單以實際播出为准。）
- 《整点冲击播》
- 《精选黄金档》
- 《精彩十分》
- 《我喜欢我推荐》
- 《数字飙榜》
- 《先锋视线》
- 《音乐现场》
- 《精品点击》
- 《微影天地》
- 《文化中国》
- 《指南100》
- 《大千世界》
- 《世界地理精彩多看点》[2]